# جزایر مارشال
جمهوری جزایر مارشال (به انگلیسی: Marshall Islands) کشوری است جزیره‌ای در اقیانوس آرام. پایتخت آن ماجورو است.
مساحت جزیره مارشال ۱۸۱ کیلومتر مربع است.

## تاریخ
آلمان در قرن نوزدهم کنترل جزایر را از اسپانیا گرفت و خود بر آن حکومت کرد. در طی جنگ جهانی دوم تا سال ۱۹۴۴، ژاپن این جزایر را اشغال کرد. سپس نیروهای آمریکایی این جزایر را تصرف کردند. در سال ۱۹۸۶ پیمان اتحادیهٔ آزاد بین جزایر مارشال و آمریکا منعقد شد. در ۲۲ دسامبر ۱۹۹۰ جزایر مارشال از آمریکا اعلام استقلال کرد.
ایالات متحده، از سال ۱۹۴۶ تا ۱۹۵۸ میلادی، ۶۷ آزمایش مرتبط با جنگ‌افزار هسته‌ای را در جزایر مارشال انجام داد.

## سیاست
در سال ۲۰۰۰، کسای نوت به مقام ریاست جمهوری جزایر مارشال رسید.
در قرون ۱۶ و ۱۷ که اسپانیا با کشورگشایی توانست به بزرگ‌ترین کشور استعمارگر جهان تبدیل شود و سیاحان زیادی برای دیدن از مناطق مختلف جهان از اعزام شدند، جزایر زیادی در این دوران کشف شد یا در حال کشف بود جزایر مارشال با وجود کشف در حدود ۲۰۰ سال قبل و با دارا بودن قبایل بومی که مشابه با قبایل بومی استرالیا بود بدست نیروهای اسپانیا افتاد و تحت حاکمیت این کشور درآمد.

## جغرافیا
پایتخت این کشور شهر ماجورو (Majuro) با ۲۰ هزار نفر جمعیت می‌باشد. مساحت جزایر مارشال ۱۸۱ کیلومتر مربع و جمعیت آن ۶۱٬۹۶۳ نفر است.
از مهم‌ترین شهرهای جزایر مارشال می‌توان، ابیه ۹ هزار نفر، لورا ۲ هزار نفر، آجلتاکه ۱۲۰۰ نفر و انه وتاک ۸۰۰ نفر را نام برد. جزایر مارشال از اتحادیهٔ کشورهای مستعمرهٔ آمریکا در قارهٔ اقیانوسیه‌است. جزایر مارشال از دو جزیرهٔ عمده به نام‌های بیکینی و انواتک تشکیل شده‌است.

## تقسیمات کشوری

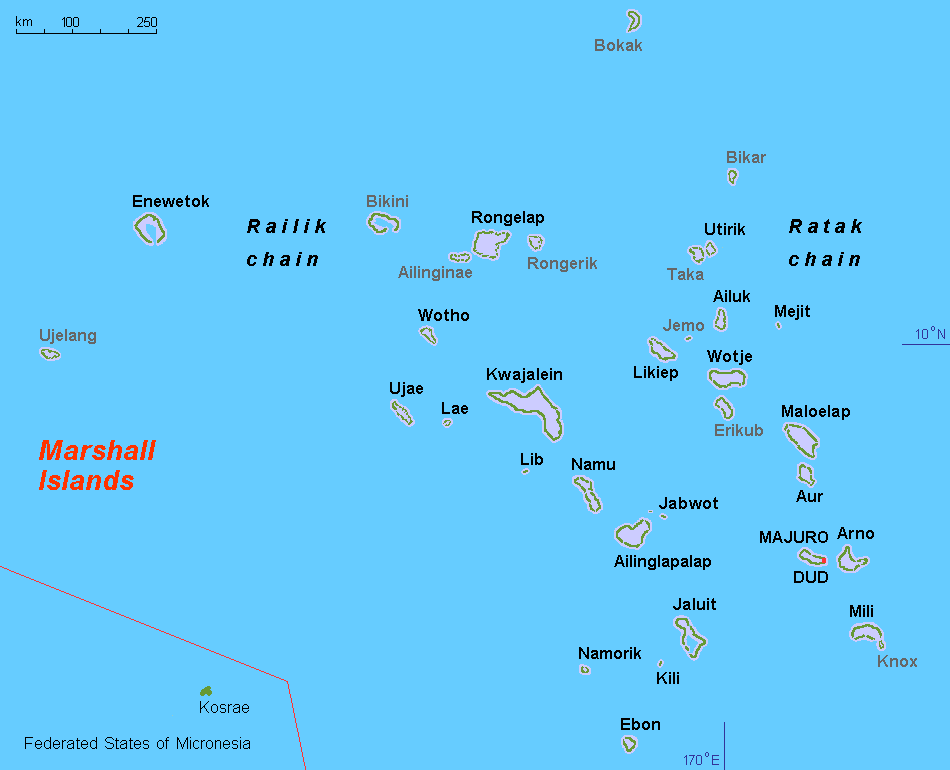
نقشه جزایر مارشال

جزایر مارشال دارای 31ایالت می‌باشد:
| نام جزیره            | نام جزیره            | مساحت                 | مساحت |
| به فارسی             | به انگلیسی           |                       |       |
| -------------------- | -------------------- | --------------------- | ----- |
|                      | Ailinglaplap Atoll]] | ۱۵ کیلومتر (۹٫۳ مایل) |       |
| آیلوک                | Ailuk Atoll          | ۵ کیلومتر (۳٫۱ مایل)  |       |
| آب‌سنگ حلقوی ارنو     | Arno Atoll           | ۱۳ کیلومتر (۸٫۱ مایل) |       |
| آب‌سنگ حلقوی آئور     | Aur Atoll            | ۶ کیلومتر (۳٫۷ مایل)  |       |
| آب‌سنگ حلقوی ابون     | Ebon Atoll           | ۶ کیلومتر (۳٫۷ مایل)  |       |
| آب‌سنگ حلقوی انوتاک   | Enewetak Atoll       | ۶ کیلومتر (۳٫۷ مایل)  |       |
| جزیره جابات          | Jabat Island         | ۱ کیلومتر (۰٫۶۲ مایل) |       |
| آب‌سنگ حلقوی جالوئیت  | Jaluit Atoll         | ۱۱ کیلومتر (۶٫۸ مایل) |       |
| جزیره کیلی           | Kili Island          | ۱ کیلومتر (۰٫۶۲ مایل) |       |
| آب‌سنگ حلقوی کواجالین | Kwajalein Atoll      | ۱۶ کیلومتر (۹٫۹ مایل) |       |
| آب‌سنگ حلقوی لائه     | Lae Atoll            | ۱ کیلومتر (۰٫۶۲ مایل) |       |
| جزیره لیب            | Lib Island           | ۱ کیلومتر (۰٫۶۲ مایل) |       |
| Likiep Atoll         | Likiep Atoll         | ۱۰ کیلومتر (۶٫۲ مایل) |       |
| ماجورو               | Majuro Atoll         | ۱۰ کیلومتر (۶٫۲ مایل) |       |
| آب‌سنگ حلقوی ماولاپ   | Maloelap Atoll       | ۱۰ کیلومتر (۶٫۲ مایل) |       |
| آب‌سنگ حلقوی میجیت    | Mejit Island         | ۲ کیلومتر (۱٫۲ مایل)  |       |
| آب‌سنگ حلقوی میلی     | Mili Atoll           | ۱۶ کیلومتر (۹٫۹ مایل) |       |
| آب‌سنگ حلقوی نامداریک | Namdrik Atoll        | ۳ کیلومتر (۱٫۹ مایل)  |       |
| آب‌سنگ حلقوی نامو     | Namu Atoll           | ۶ کیلومتر (۳٫۷ مایل)  |       |
| آب‌سنگ حلقوی رونگلاپ  | Rongelap Atoll       | ۸ کیلومتر (۵٫۰ مایل)  |       |
| آب‌سنگ حلقوی اوجائه   | Ujae Atoll           | ۲ کیلومتر (۱٫۲ مایل)  |       |
| آب‌سنگ حلقوی اوتیریک  | Utirik (Utrik) Atoll | ۲ کیلومتر (۱٫۲ مایل)  |       |
| ووتوو                | Wotho Atoll          | ۴ کیلومتر (۲٫۵ مایل)  |       |
| آب‌سنگ حلقوی ووتجه    | Wotje Atoll          | ۸ کیلومتر (۵٫۰ مایل)  |       |

## مردم‌شناسی

### اقوام
۸۸ ٪ نژاد جزایر مارشال را بومیان این جزایر تشکیل می‌دهند، سفید پوستان نیز ۶ ٪ جمعیت را شامل می‌شوند.

### ادیان
دین ۶۹ ٪ مردم جزایر مارشال پروتستان، ۷ ٪ کاتولیک و ۳ ٪ مورمون است.

### زبان‌ها
زبان‌های رسمی جزایر مارشال، مارشالی (با لهجه‌های کاجین و ماجول) و انگلیسی هستند.

## اقتصاد
واحد پول جزایر مارشال، دلار آمریکا با واحد جزء (سنت) نام دارد. صادرات جزایر مارشال را موز و آناناس تشکیل می‌دهند، توریسم نیز از جمله صنایع مهم این کشور است.